# غول درخشان

در رده‌بندی یرکس ردهٔ فشاری II متعلق به گروهی از ستارگان به نام غول‌های تابناک (به انگلیسی: Bright giants) است. این ستارگان از نظر درخشندگی مقامی میان غول‌ها و ابرغول‌ها دارند. تتا عقرب یکی از این ستارگان است.
- ابرغول (به انگلیسی: Supergiants)
- عذارا (به انگلیسی: Epsilon Canis Majoris)
- سرگس (به انگلیسی: Theta Scorpii)
- بتا بزغاله (به انگلیسی: Beta Capricorni)
- قلب‌الفرد (به انگلیسی: Alpha Hydrae)
- رأس‌الجاثی (به انگلیسی: Alpha_Herculis)
- گاما سگ بزرگ (به انگلیسی: Gamma Canis Majoris)